# إظمارة عليا
اظمارة عليا هي قرية تقع في أردبيل في إيران. يقدر عدد سكانها بـ 444 نسمة بحسب إحصاء 2016.